# Jacques Delmas
Pour les articles homonymes, voir Delmas.
Pas d'image ? Cliquez ici

a Compétitions nationales et continentales officielles uniquement.

Dernière mise à jour le 2 juin 2025.
Jacques Delmas, né le 16 septembre 1957 à Montpellier, est un joueur français de rugby à XV évoluant au poste de talonneur, reconverti en tant qu’entraîneur.

## Biographie
Il est joueur au Racing club de Narbonne jusqu’à l'âge de 25 ans, tout en étant prothésiste dentaire. Il met un terme à sa profession pour le rugby, il devient entraîneur à Narbonne à l’âge de 28 ans. Il entraîne les équipes de jeunes puis prend en charge l'équipe première à partir de 1993.
Il entraîne successivement Narbonne, Périgueux, Grenoble, Biarritz, le Stade français, Perpignan, Toulon et Inthalatz Larressore.
En mars 2007, il est invité à entraîner les Barbarians français avec Patrice Lagisquet pour un match contre l'Argentine à Biarritz.
Durant la saison 2010-2011, puis de mars 2012 jusqu'en juillet 2013, périodes où il n’entraînait pas, il est consultant pour Canal+.
De juillet 2013 à novembre 2016, il est l'entraîneur des avants du RC Toulon, titré Champion d'Europe quelques mois avant son arrivée. Il a remplacé à ce poste Olivier Azam et assiste ainsi Bernard Laporte aux côtés de Pierre Mignoni. En 2015, Pierre Mignoni est remplacé par Steve Meehan. En 2016, Bernard Laporte quitte le club, Diego Dominguez devient manager, Jacques Delmas reste l'entraîneur des avants et est désormais épaulé dans le secteur de la mêlée par Marc Dal Maso. Sa position est fragilisée le 24 octobre 2016 à la suite de la nomination de Mike Ford à la place Diego Dominguez, l'anglais préférant travailler avec Dal Maso que Delmas. Le 8 novembre 2016, il est écarté de son poste d'entraîneur des avants, il reste cependant un salarié du RCT jusqu'à fin 2016.
En juin 2017, il est choisi pour entraîner les Barbarians français au côté de Pierre Mignoni pour une tournée de deux matchs en Afrique du Sud.
En septembre 2018, il accepte de devenir entraineur de l'Inthalatz rugby Larressore, en Fédérale 3. En novembre 2018, il quitte le club seulement 3 mois après le début de la saison.
Le 28 janvier 2019, il est nommé à la tête du CA Périgueux, 6e de sa poule en Fédérale 2. Il revient au club dix-huit ans après l'avoir quitté. Il quitte son poste à l'intersaison 2020.
À partir de mars 2022, il intervient en tant qu'expert du jeu d'avants au Lyon OU puis rejoint Provence rugby à partir de la saison 2022-2023 où il échoue à deux reprises en demi-finales en 2024 et 2025.
À l'issue de la saison 2024-2025, il quitte son poste d'entraîneur à Provence rugby tandis que le RC Narbonne annonce sa nomination en tant que manger principal pour les deux saisons à venir.

## Carrière de joueur
- 1968-1982 : RC Narbonne
- International scolaire

## Carrière d'entraîneur
- 1982-1993 : RC Narbonne Espoirs et puis Juniors
- 1993-1996 : RC Narbonne[9]
- 1997-janvier 2001 : CA Périgueux
- août 2001-2004 : FC Grenoble
- 2004[10]-novembre 2008[11] : Biarritz olympique
- 8 septembre 2009-2010 : Stade français[12]
- Août 2011- Novembre 2011 : USA Perpignan[13]
- Juillet 2013 - Novembre 2016 : RC Toulon
- Septembre 2018 - Novembre 2018: Inthalatz Larressore
- 28 janvier 2019 - Juin 2020 : CA Périgueux
- Mars à juin 2022 : Lyon olympique universitaire rugby
- 2022-2025 : Provence rugby

| Saison      | Club                 | Division     | Poste              | Classement                               | Coupe d'Europe                           | Challenge Européen                       |
| ----------- | -------------------- | ------------ | ------------------ | ---------------------------------------- | ---------------------------------------- | ---------------------------------------- |
| 1993 - 1994 | RC Narbonne          | 1re division | Entraineur         | Éliminé en quart-de-finale               | -                                        | -                                        |
| 1994 - 1995 | RC Narbonne          | 1re division | Entraineur         | 3e Poule 4 du Top 16                     | -                                        | -                                        |
| 1995 - 1996 | RC Narbonne          | 1re division | Entraineur         | Éliminé en quart-de-finale               | -                                        | -                                        |
| 1997 - 1998 | CA Périgueux         | Groupe A2    | Entraineur         | Finale                                   | -                                        | -                                        |
| 1998 - 1999 | CA Périgueux         | 1re division | Entraineur         | 6e Poule 3                               | -                                        | Éliminé en poule                         |
| 1999 - 2000 | CA Périgueux         | 1re division | Entraineur         | 10e Groupe 2                             | -                                        | -                                        |
| 2000 - 2001 | CA Périgueux         | 1re division | Entraineur         | 10e Groupe 1                             | -                                        | Éliminé en poule                         |
| 2001 - 2002 | FC Grenoble          | Pro D2       | Entraineur         | 2e                                       | -                                        | -                                        |
| 2002 - 2003 | FC Grenoble          | Top 16       | Entraineur         | 4e Poule 1 des Play-offs                 | -                                        | Éliminé en 1/16e de finale               |
| 2003 - 2004 | FC Grenoble          | Top 16       | Entraineur         | 7e                                       | -                                        | Éliminé en 1/8e de finale                |
| 2004 - 2005 | Biarritz olympique   | Top 16       | Avants             | Champion de France                       | Éliminé en demi-finale                   | -                                        |
| 2005 - 2006 | Biarritz olympique   | Top 14       | Avants             | Champion de France                       | Défaite en finale                        | -                                        |
| 2006 - 2007 | Biarritz olympique   | Top 14       | Avants             | Éliminé en demi-finale                   | Éliminé en quart-de-finale               | -                                        |
| 2007 - 2008 | Biarritz olympique   | Top 14       | Avants             | 6e                                       | Éliminé en poule                         | -                                        |
| 2009 - 2010 | Stade français Paris | Top 14       | Entraineur en chef | 8e                                       | Éliminé en quart-de-finale               | -                                        |
| 2011 - 2012 | USA Perpignan        | Top 14       | Manager            | Démis de ses fonctions au bout de 3 mois | Démis de ses fonctions au bout de 3 mois | Démis de ses fonctions au bout de 3 mois |
| 2013 - 2014 | RC Toulon            | Top 14       | Avants             | Champion de France                       | Champion d'Europe                        | -                                        |
| 2014 - 2015 | RC Toulon            | Top 14       | Avants             | Éliminé en demi-finale                   | Champion d'Europe                        | -                                        |
| 2015 - 2016 | RC Toulon            | Top 14       | Avants             | Défaite en finale                        | Éliminé en quart-de-finale               | -                                        |
| 2022 - 2023 | Provence rugby       | Pro D2       | Avants             | 8e                                       | -                                        | -                                        |
| 2023 - 2024 | Provence rugby       | Pro D2       | Avants             | Demi-finaliste                           | -                                        | -                                        |
| 2024 - 2025 | Provence rugby       | Pro D2       | Avants             | Demi-finaliste                           | -                                        | -                                        |

## Palmarès

### En tant qu’entraîneur
- Avec Biarritz :
  - Finaliste de la Coupe d'Europe en 2006
  - Vainqueur du Championnat de France en  2005 et 2006[11]
- Avec Toulon :
  - Vainqueur de la Coupe d'Europe en 2014 et 2015
  - Vainqueur du Championnat de France en  2014[11]

### En tant que joueur
- Avec Narbonne :
  - Vainqueur du Championnat de France en  1979
  - Finaliste du Challenge Yves du Manoir : 1982

### Distinction personnelle
- Nuit du rugby 2005 : Meilleur staff d'entraîneur du Top 14 (avec Patrice Lagisquet) pour la saison 2004-2005
- Nuit du rugby 2006 : Meilleur staff d'entraîneur du Top 14 (avec Patrice Lagisquet) pour la saison 2005-2006
- Oscars du Midi olympique 2014 :  Oscar d'Or du meilleur encadrement (avec Bernard Laporte et Pierre Mignoni)
- Nuit du rugby 2014 : Meilleur staff d'entraîneur du Top 14 (avec Bernard Laporte et Pierre Mignoni) pour la saison 2013-2014